# Гранхас лос Тригалес (Чивава)
Гранхас лос Тригалес (шп. Granjas los Trigales) насеље је у Мексику у савезној држави Чивава у општини Чивава. Насеље се налази на надморској висини од 1559 м.

## Становништво
Према подацима из 2010. године у насељу је живело 5 становника.

### Хронологија
| Година       | 2000        | 2005       | 2010 |
| ------------ | ----------- | ---------- | ---- |
| Становништво | 19 (7 / 12) | 14 (6 / 8) | 5    |

### Попис
| # | Индикатор                     | Вредност |
| - | ----------------------------- | -------- |
| 1 | Укупно домаћинстава           | 22       |
| 2 | Укупно насељених домаћинстава | 1        |
| 3 | Величина локације             | 1        |